# Teaoraereke

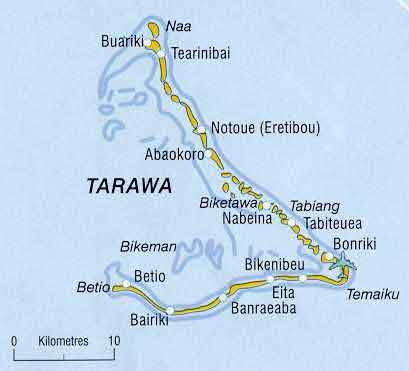
Mapa atolu Tarawa

Teaoraereke – miasto w Kiribati, na południowym atolu Tarawa, w archipelagu Wysp Gilberta, na Ocenie Spokojnym; 3939 mieszkańców (2005). Znajduje się w odległości 5 km na wschód od stolicy Bairiki.